# Доній Кремен
45°08′ пн. ш. 15°37′ сх. д. / 45.13° пн. ш. 15.62° сх. д.
Доній Кремен (хорв. Donji Kremen) — населений пункт у Хорватії, у Карловацькій жупанії у складі міста Слунь.

## Населення
Населення за даними перепису 2011 року становило 47 осіб.
Динаміка чисельності населення поселення: